# Ostraknall
Ostraknall eller Ostra Knall var före 2015 en av SCB avgränsad och namnsatt småort i Eskilstuna kommun. Orten, som är belägen i Sundby socken, är från början ett sommarstugeområde vid Mälarens södra strand. Småorten upphörde 2015 när området växte samman med bebyggelsen i Sundbyholm.
Vandringsleden Gyllenhielmska leden passerar genom Ostraknall.

## Bilder

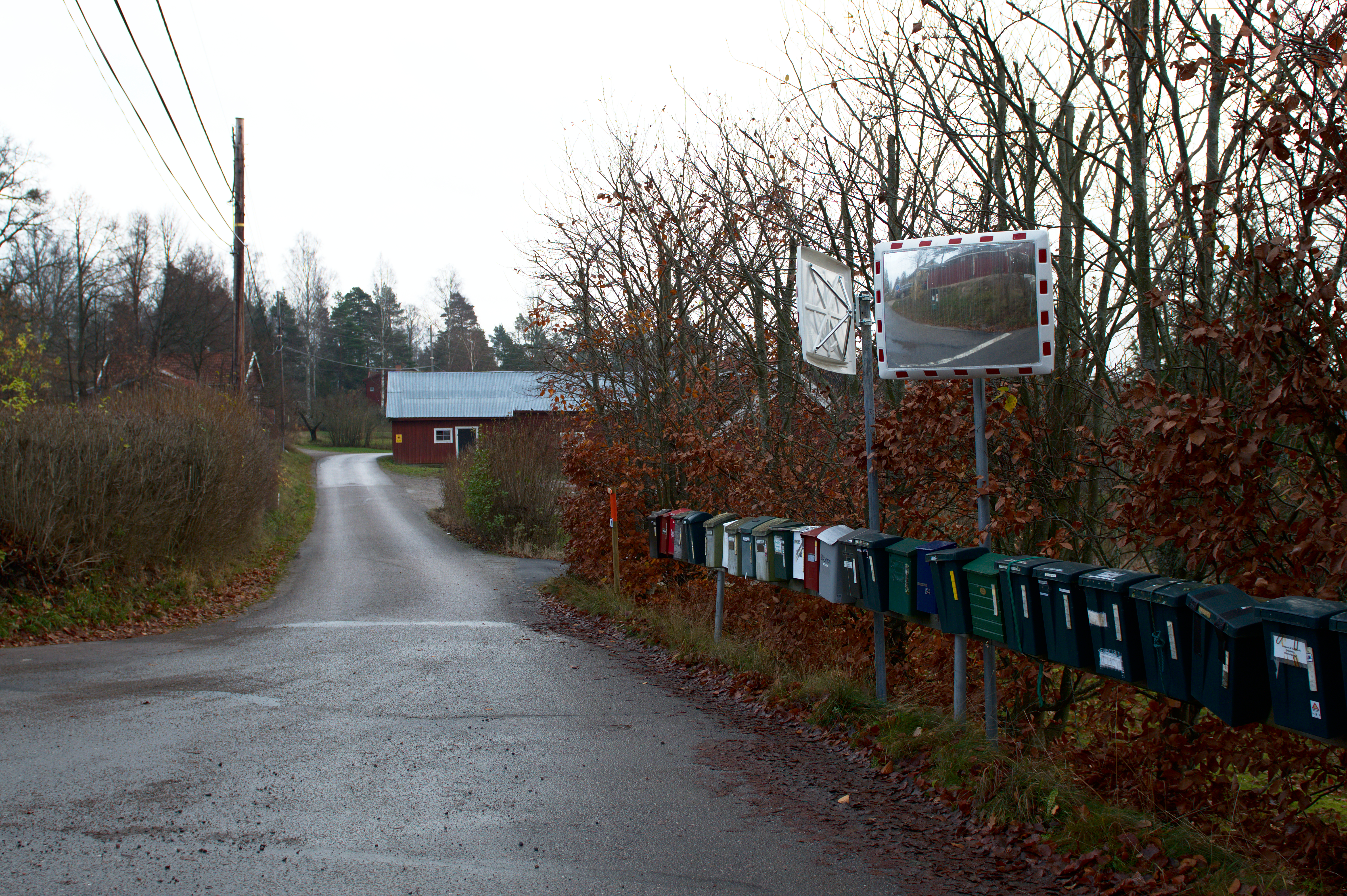
Brevlådor längs Ostravägen.
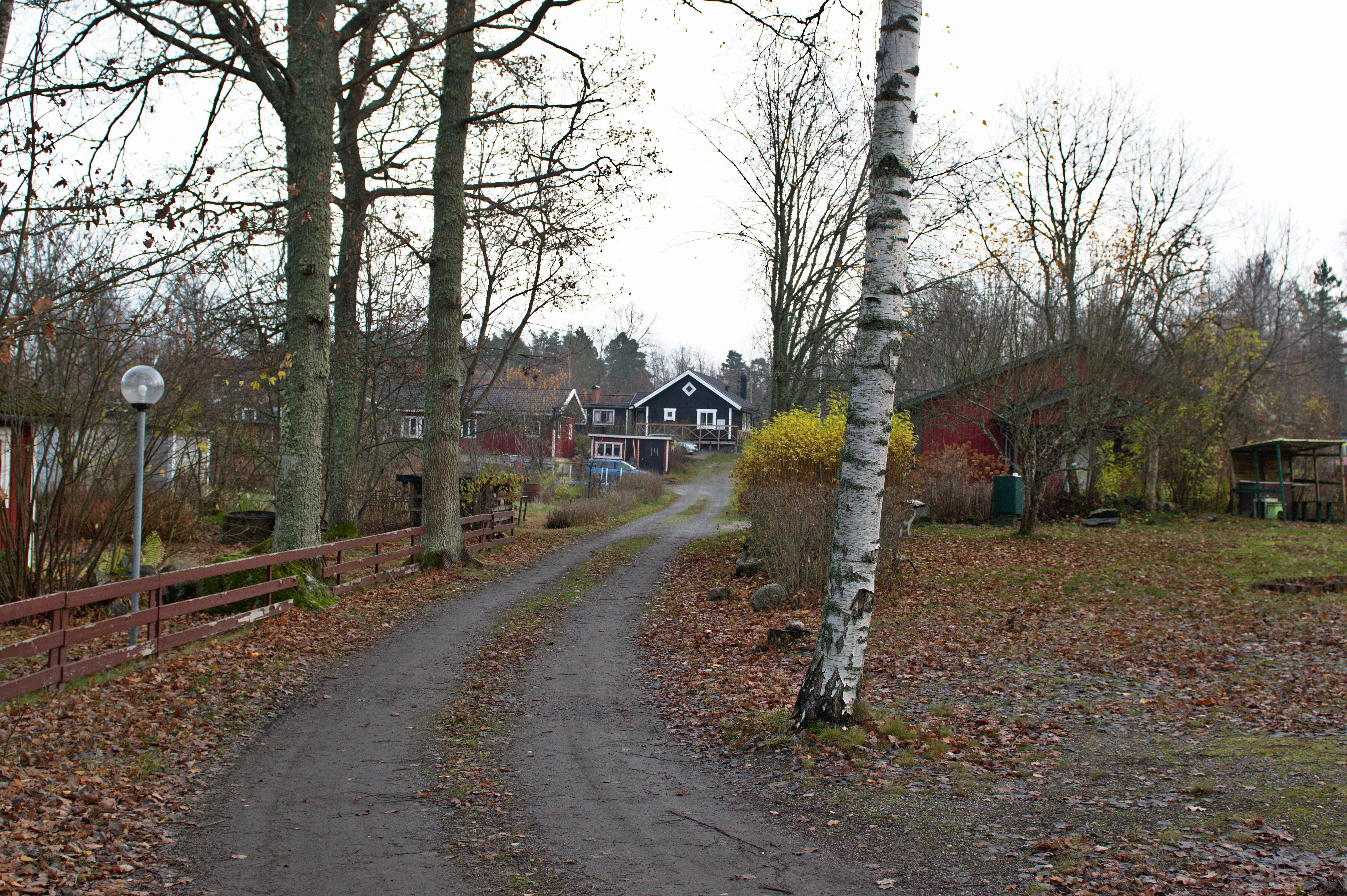
Andersrovägen österut.